# Dan Schneider
Pour les articles homonymes, voir DAN et Schneider.
Daniel James « Dan » Schneider, né le 14 janvier 1966 à Memphis (Tennessee), est un producteur de télévision, acteur et scénariste américain. Il est le codirecteur de sa propre société de production nommée Schneider's Bakery.

## Polémiques
Dans son autobiographie intitulée I’m glad my mom died publiée en août 2022, Jennette McCurdy accuse Dan Schneider d'avoir tenté de manipuler les jeunes comédiennes et comédiens qu'il dirigeait et auprès desquels il encouragerait la consommation d’alcool. Elle révèle également une culture d'hypersexualisation forcée lors des tournages (très souvent des pieds) au même titre que l'actrice Daniella Monet,.
En 2024, il reconnaît avoir maintenu un climat toxique envers les actrices de ses émissions sur Nickelodeon et présente ses excuses.

## Filmographie
- 1986-1991 : Sois prof et tais-toi !
- 1994-2005 : All That
- 1996-1997 : Kenan et Kel
- 1998-1999 : Guys Like Us
- 1999-2001 : The Amanda Show
- 2002-2006 : Ce que j'aime chez toi
- 2004-2007 : Drake et Josh
- 2005-2008 : Zoé
- 2007-2012 : iCarly
- 2010-2013 : Victorious
- 2013-2014 : Sam et Cat
- 2015-2019 : Game Shakers
- 2014-2020 : Henry Danger